# Fuga de Colditz

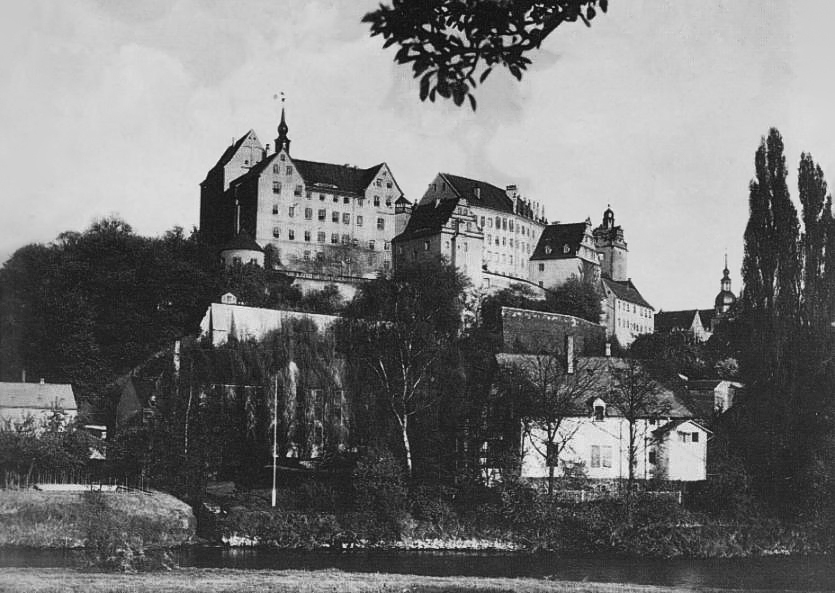
Castillo de Colditz en abril de 1945; fotografía tomada por un soldado del ejército estadounidense.

La Fuga de Colditz es un juego de mesa producido originalmente por Gibson Games en 1973. Está basado en la historia real de la fuga del prisionero Pat Reid del campo de prisioneros de guerra del castillo de Colditz durante la Segunda Guerra Mundial. El propio prisionero fugado es autor del juego junto con Brian Degas.
Fue publicado en España en 1981 por la empresa española Nike and Cooper Española S.A. (NAC). En 2006 fue reeditado por Devir Iberia.
En 1991 fue producida la versión digital del juego. Se trataba de una aventura gráfica compatible con la plataforma Amiga y producida por Digital Magic. Cuatro prisioneros, un británico, un francés, un estadounidense y un polaco, intentan la fuga del castillo de Colditz.

## El juego de mesa
Pueden formar parte del juego de dos a seis jugadores, uno de los cuales debe representar a los guardas alemanes, y los demás pueden escoger una de las cinco nacionalidades representadas por fichas de distintos colores:
- Negro: Guardas alemanes

Prisioneros:
- Rojo: Británicos
- Azul: Estadounidenses
- Marrón: Franceses
- Naranja: Holandeses
- Verde: Polacos

El número de fichas iniciales para los guardas alemanes y para los prisioneros viene determinado por el número de jugadores participantes en cada partida: 
- Dos Jugadores: ocho prisioneros y seis guardas
- Tres Jugadores: siete prisioneros por cada nación aliada + doce guardas
- Cuatro Jugadores: seis prisioneros por cada nación aliada + catorce guardas
- Cinco Jugadores: cinco prisioneros por cada nación aliada + quince guardas
- Seis Jugadores: cuatro prisioneros por cada nación aliada + dieciséis guardas

Las piezas se mueven mediante la puntuación obtenida al tirar dos dados.
El objetivo del juego para los prisioneros es intentar ser el primero en poder realizar la fuga de un número determinado de presos (en general 2) durante un tiempo determinado al inicio de la partida, y el objetivo de los guardas es intentar evitar dichas fugas en ese período. Para poder escapar, primero cada prisionero debe obtener un equipo de fuga consistente en raciones de comida, ropa de civil, brújula y documentos (dinero (Reichmarks), documentos de identidad y mapas). Hay también cartas de Oportunidad, las cuales pueden ayudar en la obtención del equipamiento, a cavar túneles para intentar nuestra huida, etc. Los guardas alemanes tienen cartas de seguridad que ayudan en el arresto de los prisioneros y a confiscar el equipamiento de fuga. Los dos tipos de cartas, oportunidad y seguridad, se obtienen mediante la obtención de un 3, 7 o 11 en la suma de los dados.
Más equipamiento o material puede también obtenerse al finalizar con éxito una tentativa de fuga. El equipamiento que se puede obtener de esta forma son unas tenazas para cortar alambre, cuerdas, pases alemanes y llaves. Existen también tres túneles por los que los prisioneros pueden realizar la fuga mediante las cartas de Oportunidad correspondientes.

## La versión digital
El juego de ordenador se juega con una combinación de joystick y teclado, mediante la cual los jugadores pueden controlar hasta 4 prisioneros, siempre uno a la vez, intercambiándose entre ellos mediante la presión de las teclas F1 y F4.
Para evitar la fuga, los guardas patrullan la mayoría de las zonas del castillo tanto de día como de noche, y realizan toques de queda y recuento de prisioneros. La violación de las normas significará el arresto a las celdas de aislamiento y la resistencia a los guardas significará la muerte mediante la pistola que cada uno lleva consigo.